# Моргауші
Морга́уші (рос. Моргауши, чув. Муркаш) — село у Чувашії Російської Федерації, адміністративний центр Моргауського сільського поселення та всього Моргауського району.
Населення — 3263 особи (2010; 2950 в 2002, 2001 в 1979, 1073 в 1939, 939 в 1926, 813 в 1906, 529 в 1858, 588 в 1795).

## Історія
Вперше село згадується 1374 року після розпаду Золотої Орди. До 1-ї половини 19 століття існувало 2 села — Перша та Друга Васькіна. До 1724 року селяни мали статус ясачних, до 1866 року — державних. Займались землеробством, тваринництвом, виробництвом взуття, коліс, возів. У 1881–1930 роках функціонувала двопрестольна церква Тихвінської Божої Матері. 1885 року відкрито парафіяльну школу, 1897 року — бібліотеку-читальню, 1911 року — земське училище. 1908 року створено кредитне, а 1920 року — споживче товариство. До 1917 року село називалось Перше Васькіно (чув. Чиркÿллĕ Моркаш). 1930 року створено колгосп «Авангард».
До 1920 року село перебувало у складі Сюрбеївської волості Цивільського повіту, пізніше Акрамовської волості Козьмодемьянського повіту, ще пізніше — у складі Чебоксарського повіту. З переходом на районний поділ 1927 року село увійшло до складу Татаркасинського району, 1939 року — у складі Сундирського, 10 лютого 1944 року село стало центром окремого Моргауського району, 14 липня 1959 року — повернуто до складу Сундирського, 1962 року — у складі Чебоксарського, а з 11 березня 1964 року село знову центр Моргауського району.

## Господарство
У селі діють ВАТ «Моргауський молочний завод», ВАТ «Моргауський цегляний завод», ВАТ «Моргаушськавтосервіс», школа, ліцей, 2 дитячих садочки, бібліотека, 3 аптеки, Будинок культури, історико-краєзнавчий музей, парк Перемоги, Будинок спорту, спортивний комплекс «Сывлăх», стадіон, пошта та відділення банку, 31 торгова та харчова установа, ринок.